# 布勒蒙当
布勒蒙当（法語：Bremondans，法語發音：[bʁəmɔ̃dɑ̃]）是法国杜省的一个市镇，属于蓬塔利耶区。

## 地理
布勒蒙当（47°13'52"N, 6°23'52"E）面积7.22 平方千米，位于法国勃艮第-弗朗什-孔泰大區杜省，该省份为法国东部内陆省份，北起上索恩省，西接汝拉省，东部及东南部与瑞士接壤，东北部与贝尔福地区省接壤。
与布勒蒙当接壤的市镇（或旧市镇、城区）包括：维莱谢夫、埃珀努斯、奥尔桑、韦勒罗莱韦尔塞勒。

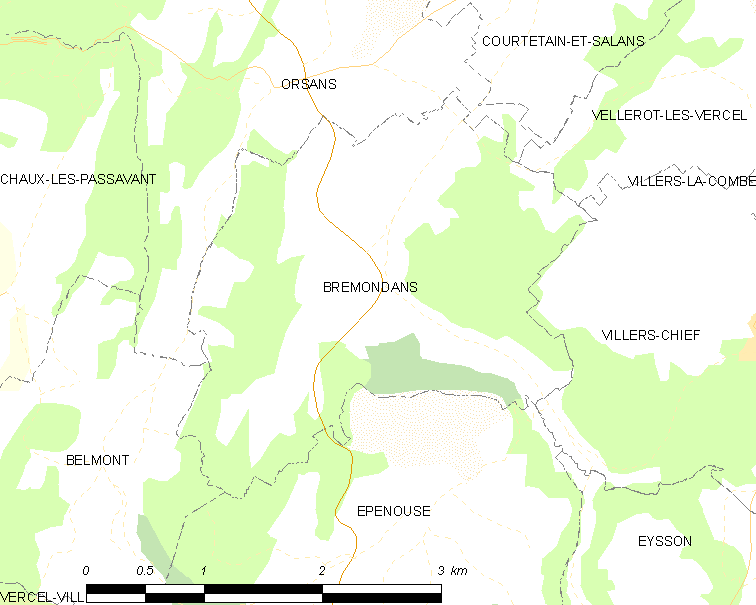
布勒蒙当的OSM定位图

布勒蒙当的时区为UTC+01:00、UTC+02:00（夏令时）。

## 行政
布勒蒙当的邮政编码为25530，INSEE市镇编码为25089。

## 政治
布勒蒙当所属的省级选区为瓦尔达翁县。

## 人口

1962-2008年间布勒蒙当人口变化图示

布勒蒙当于2022年1月1日时的人口数量为102人。